# Santa Cruz Tacahua
Santa Cruz Tacahua è un comune del Messico, situato nello stato di Oaxaca.